# Henning Fritz
Henning Fritz (* 21. září 1974, Magdeburg) je bývalý německý házenkář, brankář. Je trenérem německé házenkářské reprezentace.
S německou reprezentací vyhrál mistrovství světa v roce 2007 a mistrovství Evropy v roce 2004. Z olympijských her v Athénách roku 2004 si přivezl stříbro. Za národní tým odehrál 235 utkání. Hrál za kluby SC Magdeburg (1988–2001), THW Kiel (2001–2007) a Rhein-Neckar Löwen (2007–2012).  V roce 2004 ho Mezinárodní házenkářská federace vyhlásila světovým házenkářem roku, jakožto prvního gólmana v historii.